# Antigone
För andra betydelser, se Antigone (olika betydelser).

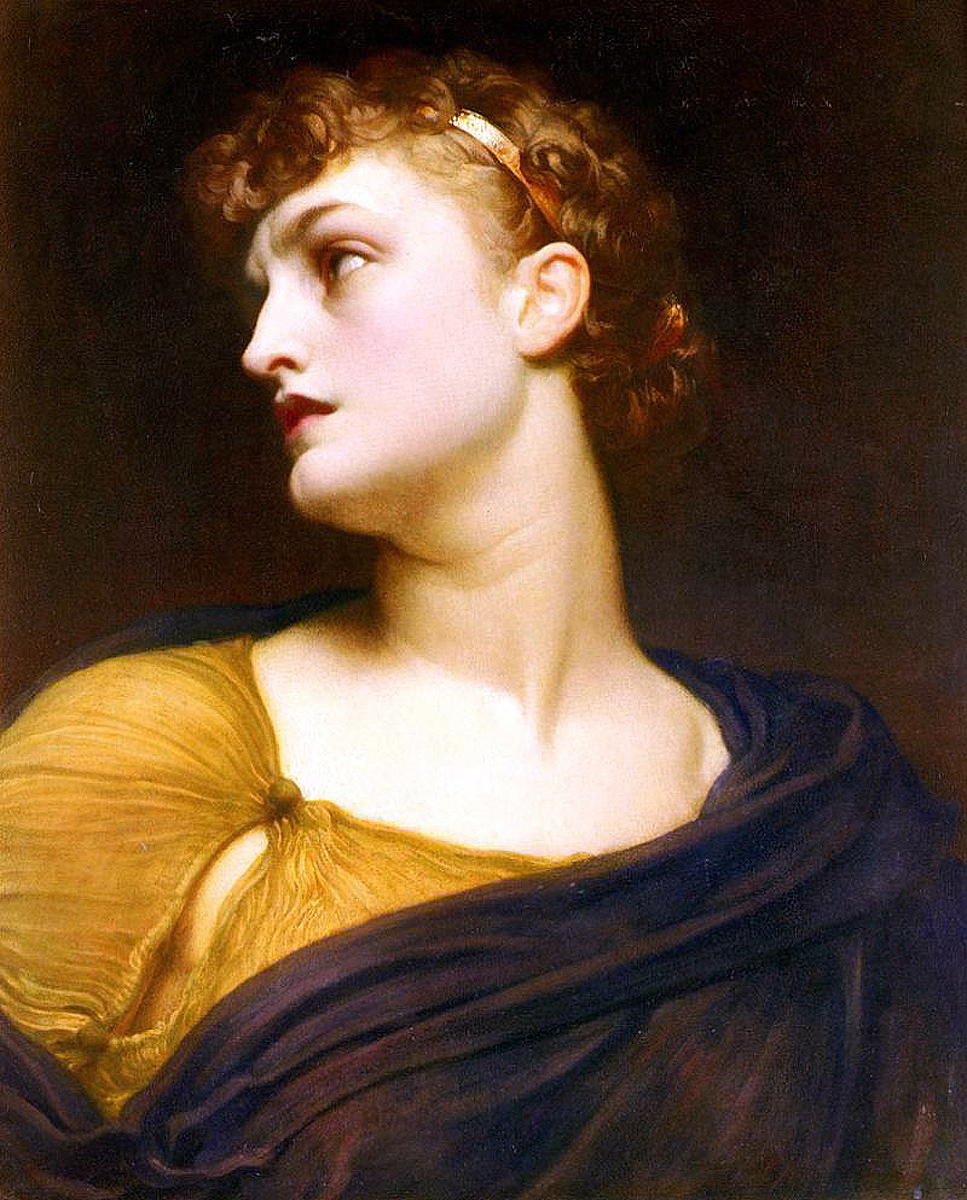
Antigone.
Målning av Frederic Leighton.

Antigone, Αντιγόνη, av grekiskans ἀντί, anti, "mot", och γονή, gone, "födelse", "föräldraskap", var i den grekiska mytologin dotter till kung Oidipus, kungen i Thebe, och dennes moder och hustru Iokaste.
När Oidipus stuckit ut sina ögon efter att ha upptäckt sina omedvetna brott, föredrog Antigone enligt Euripides att följa med och leda sin blinde far framför att stanna i Thebe hos sin trolovade Haimon, Kreons son. Efter sin faders död återvände hon till Thebe. Då hennes bröder, Eteokles och Polyneikes, hade stupat i envig med varandra förbjöd den nye härskaren i Thebe, Kreon, vid dödsstraff att begrava Polyneikes eftersom denne hade varit sin fädernestads fiende. Antigone trotsade förbudet och begravde sin broder. Hon dömdes för detta till döden och stängdes levande in i ett gravvalv där hon begick självmord. Även Haimon tog därefter sitt liv.
Ett av Sofokles mest berömda sorgespel bär Antigones namn.